# Тип 67
Тип 67 — единый пулемёт производства китайской компании Norinco.

## История
Пулемёт создавался для НОАК как более лёгкая замена Тип 53 (СГ-43) и Тип 57 (СГМ), которые выпускались в КНР по советской лицензии.

## Конструкция
Использует спусковой механизм от пулемёта ДП, быстросьёмный ствол от СГ-43, газовый регулятор, подобный РПД, ударно-затворный механизм ZB vz. 30 и систему питания на основе модифицированного механизма подачи ленты пулемёта Максима Запирание ствола аналогично таковому для ZB vz. 26.
Благодаря особой конструкции ленты, у пулемёта подача патрона в ствол «напрошив», вместо характерной для пулемётов с фланцевым патроном двухступенчатой подачи.

## Варианты и модификации
- Тип 67-1 (67-1式) — модернизированный вариант, разработанный в 1978 году, выпуск которого был начат в 1980 году. Имеет утяжеленный ствол.
- Тип 67-2 (67-2式) — модернизированный вариант, разработка которого была начата в декабре 1979 года и завершена в январе 1982 года. Комплектуется облегченным станком нового образца

## Страны-эксплуатанты
- Китай — находился на вооружении НОАК, но был заменён пулемётом Тип 80[4]
- Вьетнам — ранние модели в больших количествах поставлялись НФОЮВ и Вьетнамской Народной армии[4].

Также пулемёт «тип 67» шёл на экспорт в Конго, Замбию и другие страны.